# 톰 하튼

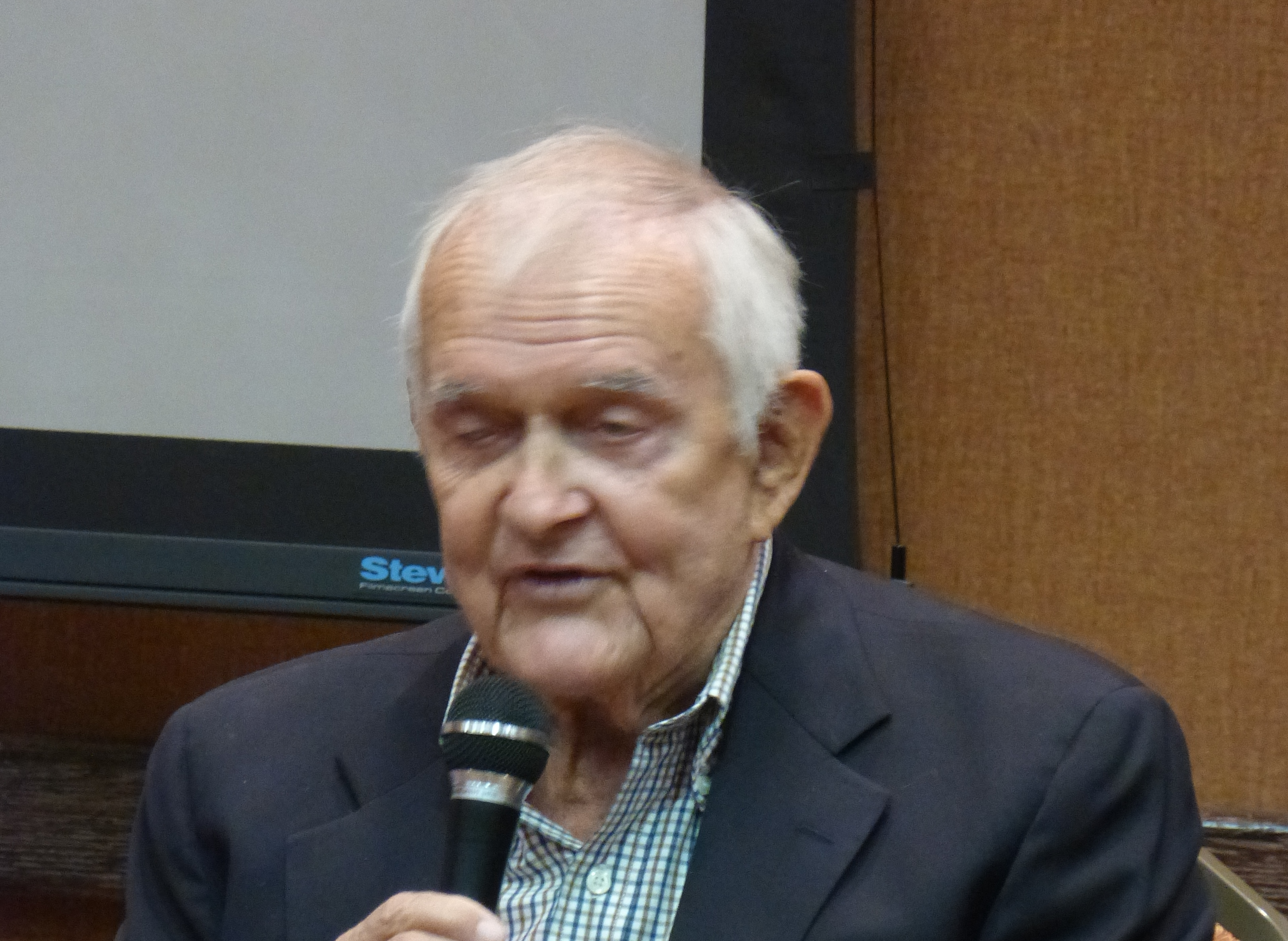

톰 하튼(Tom Hatten, 1926년 11월 14일 ~ 2019년 3월 16일)은 미국의 배우, 텔레비전 배우이다.
제임스타운에서 태어났으며 로스앤젤레스에서 사망하였다.

## 영화
- 스파이 대소동 (1985년)
- 마우스 킹 (1982년)
- 이지 컴, 이지 고 (1967년)
- 호간의 영웅들 (1965년)
- 첩보원 0011 (1964년)